# 1 William Street (Manhattan)
1 William Street es un edificio de oficinas en la parte sur del Distrito Financiero del Bajo Manhattan en la ciudad de Nueva York (Estados Unidos). El edificio ha tenido varios nombres, originalmente J. & W. Seligman & Company Building, y más tarde Lehman Brothers Building. Actualmente también se le conoce como Banca Commerciale Italiana Building.
Construido entre 1906 y 1907, fue diseñado por Francis H. Kimball junto con Julian C. Levi. Fue creado para los Seligman, una prominente familia judía alemana que fundó un banco de inversión J. & W. Seligman. Desde 1929 hasta 1980 fue la sede de Lehman Brothers, y posteriormente fue comprado por Banca Commerciale Italiana.
La estructura de 11 pisos, revestida de piedra caliza con un marco de acero, está ubicada en la esquina sur de la intersección de cinco puntas de las calles William, South William y Beaver. Ocupa un lote cuadrilátero, con un ángulo agudo entre South William al oeste y William al este. En 1996, 1 William Street fue designado como un hito por la Comisión de Preservación de Monumentos Históricos de la Ciudad de Nueva York. En 2007, fue designado como propiedad que contribuye al Distrito Histórico de Wall Street, un distrito del Registro Nacional de Lugares Históricos.

## Historia

### Contexto y construcción
J. & W. Seligman & Co. fue fundada por los hermanos Joseph y James Seligman, nacidos en Baviera. Su primera ubicación se abrió en 1846 en 5 William Street. Con las ganancias de la creación de otras sucursales, la compañía recibió contratos para crear uniformes de soldados del Ejército de la Unión durante la Guerra de Secesión. Tras la guerra, la empresa se involucró en la banca de inversión, con su sede en 59 Exchange Place. La compañía también desarrolló sucursales en todo el mundo, cada una dirigida por uno de los hermanos, aunque luego estas se independizaron.
En marzo de 1905, The New York Times informó que Isaac Seligman compró los lotes en el lado sur de William Street desde la calle Stone hasta South William. Los cinco lotes comprados incluían la antigua tienda de Seligman y estaban a dos cuadras de Wall Street, donde se ubicaban muchas de las principales empresas financieras y bolsas de productos básicos de Nueva York. Al año siguiente, los planos arquitectónicos del edificio se presentaron ante el Departamento de Edificios de Nueva York. : 117  El New York Herald dijo: "Será del tipo renacentista italiano con fachadas de granite [sic]   en el primer piso y piedra caliza arriba, con torre decorativa."  : 117   La construcción comenzó en mayo de 1906,  y la cimentación el mes siguiente. El edificio se completó en julio de 1907 a un costo de 1 millón de dólares, momento en el que J. & W. Seligman & Co. se trasladaron al espacio. Originalmente, la entrada principal estaba en South William Street. : 117 

### Uso
En 1919 un consorcio compró 1 William Street, : 121  y los Seligman se mudaron cerca, a 54 Wall Street. El mismo año, una renovación dividió la sala bancaria de dos pisos de altura en dos pisos de tamaño regular.
El banco de inversión Lehman Brothers compró 1 William Street en 1928. En ese momento, estaban ubicadas en diagonal a través de la intersección de las calles Beaver, William y South William. La empresa tuvo que mudarse para dar paso a la construcción de 20 Exchange Place y eligió 1 William Street porque proporcionaría más espacio. Lehman Brothers realizó una renovación de la estructura de 500.000 dólares, que incluyó la reubicación de la entrada principal de South William Street a la esquina con William y Beaver Street, así como el reemplazo de la entrada de South William Street con ventanas. Lehman Brothers se trasladó a sus oficinas en 1 William Street en junio de 1929. Lehman Brothers originalmente ocupó la mitad del área de piso en 1 William Street, pero luego ocupó espacio adicional desocupado por inquilinos con contratos de arrendamiento vencidos, así como espacio en dos edificios adyacentes.
En la década de 1970, Lehman Brothers estaba experimentando pérdidas financieras, y bajo el presidente Peter G. Petersen, la compañía se fusionó con Kuhn, Loeb & Co. en 1977. La empresa combinada se mudó del edificio a fines de 1980, poniendo la estructura a la venta por 10 millones de dólares y consolidando sus operaciones en otra instalación en 55 Water Street. Al año siguiente, el edificio fue comprado por Banca Commerciale Italiana, que erigió una adición de 11 pisos al sur entre 1982 y 1986. El anexo, que contiene un diseño similar a la estructura original, recibió un premio de arquitectura en 1988. El edificio ahora es propiedad de Intesa Sanpaolo, el banco más grande de Italia.

## Descripción
El edificio está diseñado en estilo neorrenacentista, con elementos similares al neobarroco en Gran Bretaña, como un exterior curvo, adornos escultóricos y torres en las esquinas.

### Exterior
Las fachadas laterales son de granito. Las ventanas de la planta baja contienen elaborados entablamentos en sus marcos, mientras que las del segundo piso son rectangulares con rejas de metal ornamentadas. Desde el tercer al octavo piso, las ventanas son rectangulares y contienen dovelas, elementos en forma de cuña, en los dinteles en la parte superior de los marcos. Una columnata corre a lo largo de la fachada del noveno y décimo pisos, y el undécimo contiene ventanas cuadradas. Hay torres de agua en el techo y una chimenea en el lado de South William Street.
Para suavizar el ángulo agudo creado por la intersección de las calles William y South William, donde está la entrada principal del edificio, los diseñadores incluyeron una fachada curva en los pisos inferiores, así como un elemento de esquina cóncavo del edificio sobre el octavo piso. Este elemento está coronado por una torre de esquina, que es redonda y se asemeja a un tempietto. La entrada contiene puertas dobles de vidrio y metal, además de portones de hierro, un tramo corto de escalones de granito, un mástil alrededor de las puertas, una placa de metal y rejas decorativas de hierro en el travesaño y en el segundo piso. Los pisos tercero a octavo de esta sección están redondeados, y sobre la ventana del octavo piso hay una orla esculpida.
El lado de South William Street contenía la puerta principal original del edificio, que comprendía una puerta debajo de un arco con una pantalla de vidrio. La revista New York Architect caracterizó el edificio como "la institución bancaria privada más completa de la ciudad", con una forma y elementos escultóricos que brindan una máxima "amplitud y solidez en el tratamiento del exterior".
Studio Architetti Valle, junto con Fred Liebmann y Jeremy P. Lang Architects, diseñaron un anexo de 11 pisos en 1982. El anexo, ubicado al sur del edificio original, contiene revestimientos de granito negro y piedra caliza, así como una torre en la esquina sur, que complementa la otra torre en la entrada del edificio original. El anexo cuenta con puertas dobles que dan a South William Street, así como una entrada de servicio en Stone Street.

### Interior
Una vez terminado el edificio, el sótano, la planta baja y el entrepiso albergaron las oficinas bancarias, y había una sala de juntas "ricamente decorada" en el entrepiso, según los requisitos de la empresa. La sala bancaria de dos pisos incluía un techo con bóveda de cañón y se dividió en dos pisos en 1919.
Cuando Lehman Brothers ocupó el número 1 de William Street, mantuvo un elegante comedor privado para sus empleados en el edificio. En 1979, The New York Times consideró el comedor de 1 William Street como el mejor comedor corporativo en el área de Wall Street, diciendo: "Quizás en ninguna parte de Wall Street la comida es tan buena y la comida del Viejo Mundo se lleva a cabo con el mismo cuidado y estilo". En ese momento, el jefe Pierre Colin preparaba 75 comidas al día para el almuerzo. Colin dijo que las cenas eran "mucho más elegantes que comer en un restaurante del centro de la ciudad". Durante las cenas, se servían entremeses en el tercer piso antes de que los invitados se trasladaran al comedor de socios del octavo piso, que contenía una mesa hecha de madera de caoba e incrustaciones de plata; Sillas de la marca Hepplewhite; servilletas de lino; cubertería de cristal y loza; pinturas al óleo en las paredes; y ventanas con ligeras vistas al cercano East River. Después de que BCI se hizo cargo del edificio, se mantuvo la decoración original, pero las instalaciones del comedor sirvieron "solo comida y vino italianos".